# Pałac w Babinie
Pałac w Babinie – wybudowany w 1829 r. w Babinie w stylu neorenesansowym, murowany, na planie prostokąta, piętrowy, nakryty naczółkowym dachem dwuspadowym. Elewacje są akcentowane ryzalitami. Parter jest dwutraktowy z sienią.

## Położenie
Pałac położony jest we wsi w Polsce, w województwie dolnośląskim,  w powiecie legnickim, w gminie Krotoszyce.